# NGC 6026
NGC 6026 је планетарна маглина у сазвежђу Вук која се налази на NGC листи објеката дубоког неба.
Деклинација објекта је - 34° 32' 37" а ректасцензија 16h 1m 21,0s. Привидна величина (магнитуда) објекта NGC 6026 износи 12,9 а фотографска магнитуда 13,2. NGC 6026 је још познат и под ознакама PK 341+13.1, ESO 389-PN7, AM 1558-342.